# Самуеле Дзанноні
Самуеле Дзанноні (італ. Samuele Zannoni; нар. 29 квітня 2002) — сан-маринський футболіст, півзахисник клубу «П'єтракута».

## Клубна кар'єра
Народився 29 квітня 2002 року. Вихованець футбольної школи клубу «Сан-Марино Академія U22».
До складу клубу «Кайлунго» приєднався 2021 року. Відіграв за сан-маринську команду 7 матчів у національному чемпіонаті.
З 2021 по 2023 роки захищав кольори італійської аматорської команди «П'єтракута», відігравши один сезон за сан-маринський клуб «Торконца», повернувся до італійської команди «П'єтракута».

## Виступи за збірні
Протягом 2022–24 років залучався до складу молодіжної збірної Сан-Марино. На молодіжному рівні зіграв у 12 офіційних матчах.
2024 року дебютував в офіційних матчах у складі національної збірної Сан-Марино.
24 березня 2025 року, Дзанноні відзначився забитим м'ячем в програному матчі 1–5 проти збірної Румунії в кваліфікаційному відбірному раунді до чемпіонату світу 2026 року.

### Голи в складі збірної
| No. | Дата            | Арена                                      | Суперник | Рахунок | Результат | Турнір                               |
| --- | --------------- | ------------------------------------------ | -------- | ------- | --------- | ------------------------------------ |
| 1   | 24 березня 2025 | Сан-Марино Стедіум, Серравалле, Сан-Марино | Румунія  | 1–3     | 1–5       | Кваліфікація на чемпіонат світу 2026 |